# عربشاه بالا (باقران)
عربشاه بالا (بالفارسية: عربشاه بالا) هي مستوطنة تقع في إيران في قسم باقران الريفي.